# Fermo (Italia)
Fermo  è un comune italiano di 35 865 abitanti, capoluogo della provincia omonima nelle Marche. Sede arcivescovile, il suo centro dista circa 6 chilometri dal mare Adriatico.

## Geografia fisica

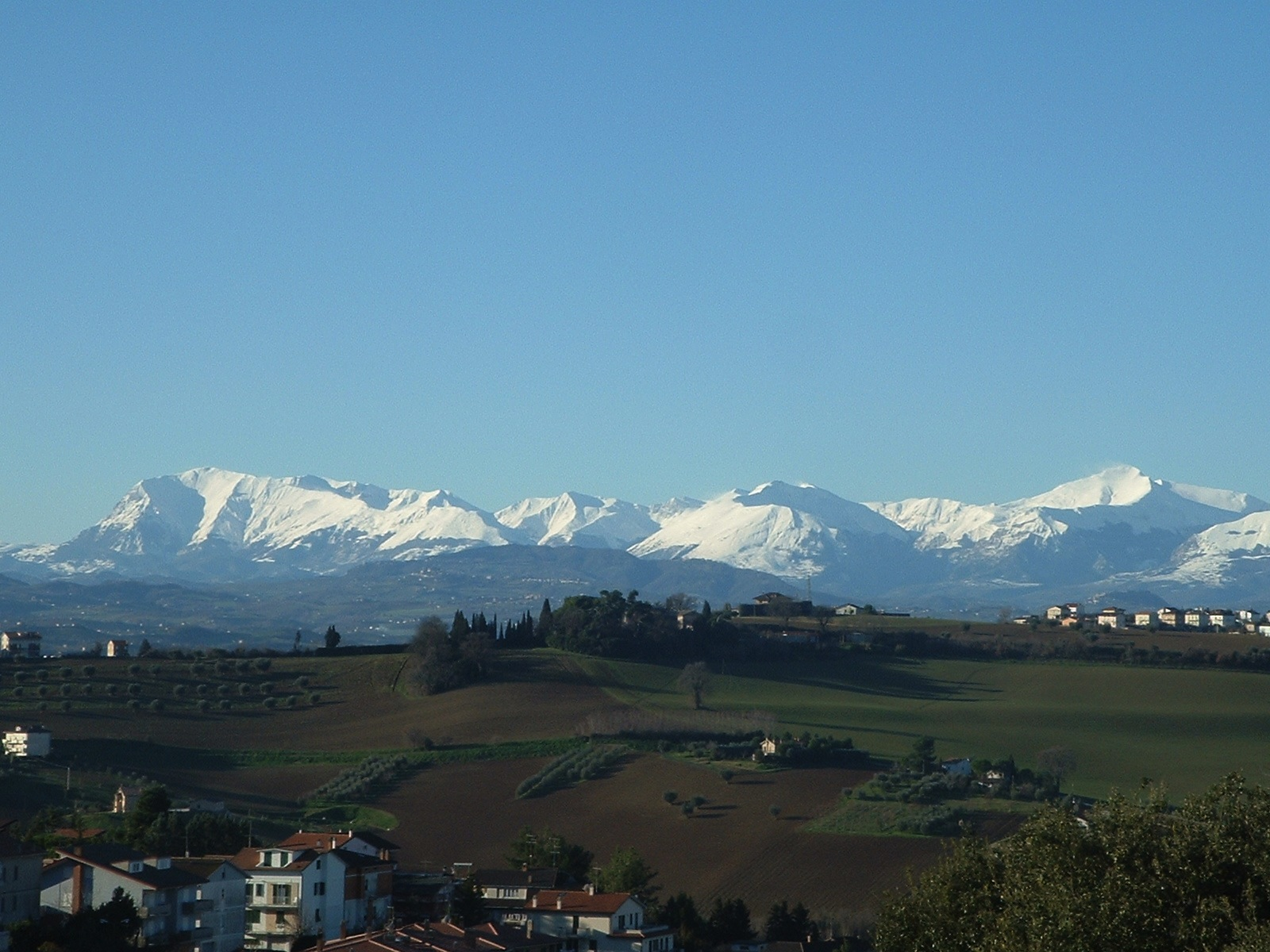
Vista sui Monti Sibillini

Fermo sorge sulla vetta e lungo le pendici del Colle Sàbulo (319 m s.l.m.), così denominato probabilmente perché di formazione prevalentemente arenacea (in latino sabŭlum = sabbia).
Il Colle Sàbulo è dominato dalla mole della Cattedrale dedicata a Santa Maria Assunta.
(Bolla di papa Sisto V del 24 maggio 1584 per l'elevazione della Cattedrale a Sede Metropolitana)
La città si presenta divisa in due parti: la parte storica, cresciuta attorno e sulla sommità del colle Sabulo, rimasta quasi intatta nei secoli con il suo aspetto medioevale, e una parte nuova.
(Paolo Volponi)

### Territorio
Il territorio di Fermo è delimitato a sud dal fosso San Biagio e dal crinale che attraversa la località Madonna Bruna, e a nord dal fiume Tenna, con diverse aree oltre il fiume (per esempio Campiglione e Villa San Claudio).
Fermo ha 3 km di litorale a sud di Porto San Giorgio (località Marina Palmense) e 4 km di litorale a nord (località Lido di Fermo, Casabianca e Lido San Tommaso).
Alcune aree comunali sono exclave: Boara (0,3 km², confinante a nord con Montegiorgio, a sud con Belmonte Piceno e Grottazzolina, e a est con Magliano di Tenna) e Gabbiano (5 km², confinante a nord con Mogliano e Francavilla d'Ete, a sud con Massa Fermana e a est con Montegiorgio; sul lato di Mogliano, questa isola geografica confina con la provincia di Macerata).
Il territorio è punteggiato di abitazioni, secondo l'uso dell'economia agraria mezzadrile, che prevedeva la presenza di una famiglia colonica su ogni appezzamento di terreno anche se formato da pochi ettari.

### Clima
La posizione ne caratterizza la tipologia di clima temperato caldo mediterraneo.

## Origini del nome
Il suo nome sembra derivare dall'aggettivo latino firmus, con il senso di “fedele” oppure “dai certi confini”. Altre ipotesi indicano una provenienza dal sabino Perwom ovvero dall'etrusco Permu, con il significato di “storto”, da porre in relazione con la pianta iniziale della città.

## Storia

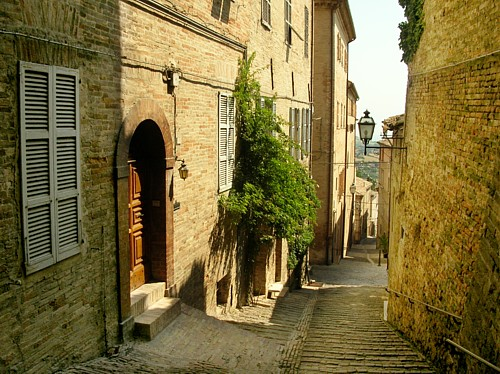
Centro cittadino

Scavi archeologici condotti a Fermo, in due distinte aree (contrada Mossa e contrada Misericordia), hanno restituito materiale funerario risalente sino ai secoli IX-VIII a.C., appartenente alla tipologia proto-etrusca, tanto che gli studiosi hanno definito l'area di Fermo un'isola culturale villanoviana. Colonia romana nel 264 a.C., Firmum Picenum in latino partecipa a varie campagne di guerra, e i suoi abitanti nel 90 a.C. ottengono la cittadinanza romana. Annessa al regno longobardo, e poi al regno dei Franchi. Divenne il centro e il capoluogo della Marca fermana, un'ampia area che si estendeva dal Musone a oltre Vasto (Chieti) e dagli Appennini al mare.
(Bolla di Sisto V del 24 maggio 1584 per l'elevazione della Cattedrale a Sede Metropolitana)
Libero comune alla fine del XII secolo, conobbe successivamente l'avvicendamento di diverse signorie. Nel periodo napoleonico fu capoluogo del Dipartimento del Tronto (uno dei tre dipartimenti in cui erano divise le Marche) e in cui erano comprese anche Ascoli e inizialmente anche Camerino. Gli altri dipartimenti erano quelli del Metauro con capoluogo Ancona e del Musone con capoluogo Macerata.
Nel 2004, con la legge 147, è stata istituita la provincia di Fermo, non ereditata dal Regno d'Italia nel 1860, quando il decreto Minghetti, mai convertito in legge, unì il territorio della preesistente delegazione pontificia a quello della delegazione di Ascoli, in un'unica provincia con capoluogo Ascoli Piceno.
Il territorio circostante, corrispondente più o meno alla Provincia di Fermo, è chiamato "Il Fermano".

### Simboli
Lo stemma di Fermo è uno scudo, diviso in quattro parti: due di esse contengono un'aquila, due una croce.
Il motto della città è Firmum firmae fidei romanorum colonia (tradotto dal latino, significa Fermo, colonia romana di ferma fede). Romanorum Colonia (Colonia dei Romani in latino); è un onore guadagnato dalla città grazie alla fedeltà assicurata ai Romani nella prima e nella seconda guerra punica. Dal 1336 la città di Fermo era talmente potente che correva il detto: Quando Fermo vuol fermare, tutta la Marca fa tremare.

Cavalcata dell'Assunta

### Ricorrenze
La ricorrenza di maggior rilievo di Fermo è la festività di Maria Assunta, celebrata il 15 agosto. In tale periodo si svolge il Palio.

#### Il Palio dell'Assunta
A partire dal 1982 si corre, ogni 15 agosto, la Cavalcata dell'Assunta in edizione moderna.

## Monumenti e luoghi di interesse

### Architetture religiose

#### Cattedrale

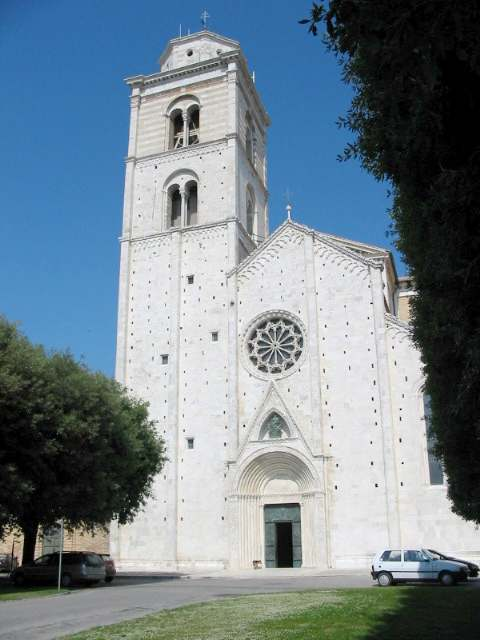
Duomo di Fermo

- Cattedrale Metropolitana di Santa Maria Assunta - L'edificio religioso, dedicato a Maria Assunta in cielo e Chiesa madre dell'omonima arcidiocesi metropolitana, si eleva nella parte più alta della città, presentandosi con il suo prospetto asimmetrico di stile gotico sul margine orientale del piazzale del Girfalco (punto panoramico). Gli scavi del secolo scorso hanno portato in luce resti di un'antica chiesa paleocristiana risalente al VI secolo.[12] Ospita un'ampia cripta ipogea recante come altare un sarcofago del IV secolo con i resti del vescovo martire di Fermo, san Filippo.[13]
- Accanto alla cattedrale ha sede il Museo diocesano.[14]

#### Chiese nel centro storico di Fermo

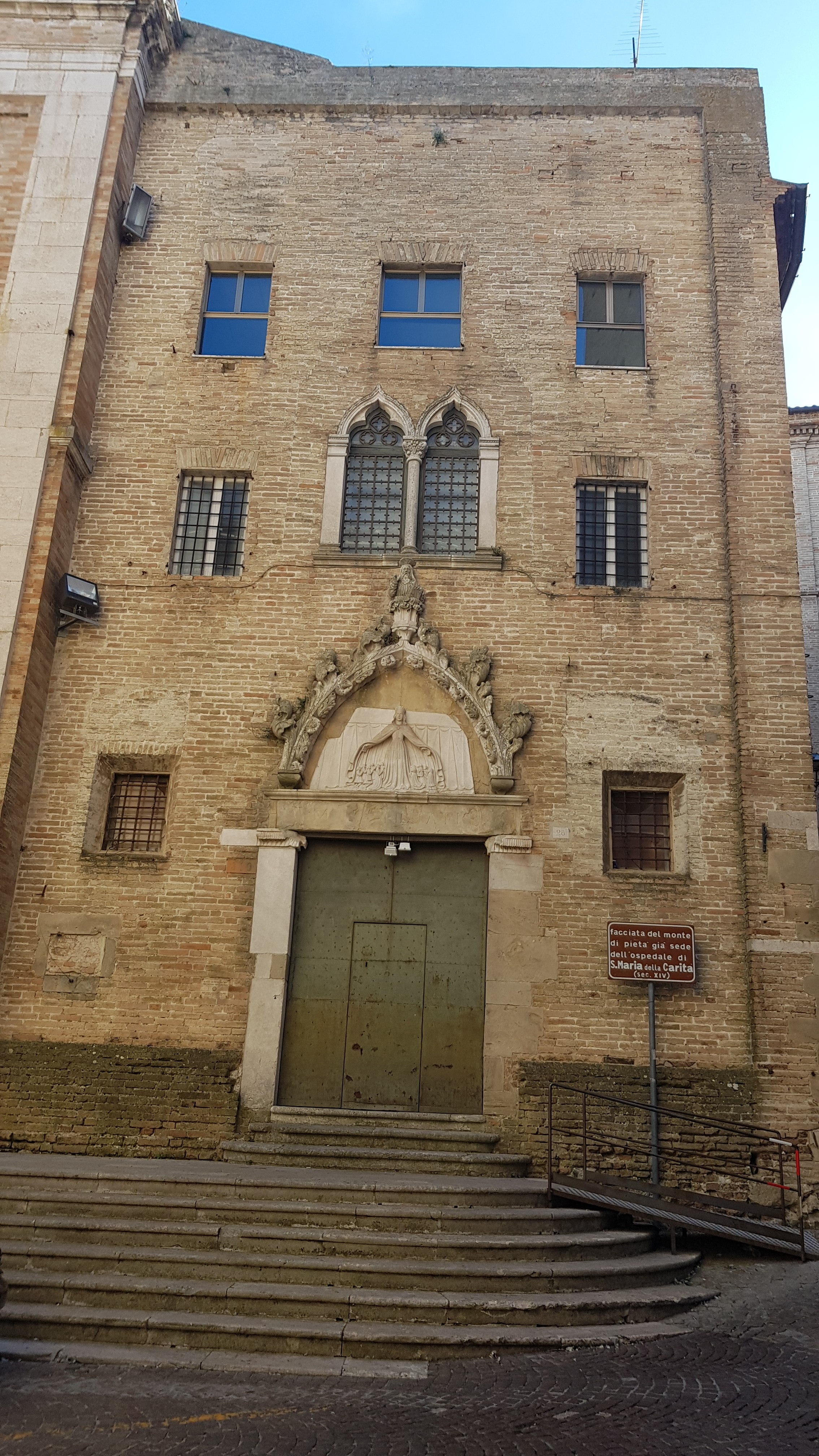
Facciata del Monte di Pietà, con il portale di Marino di Marco Cedrino.

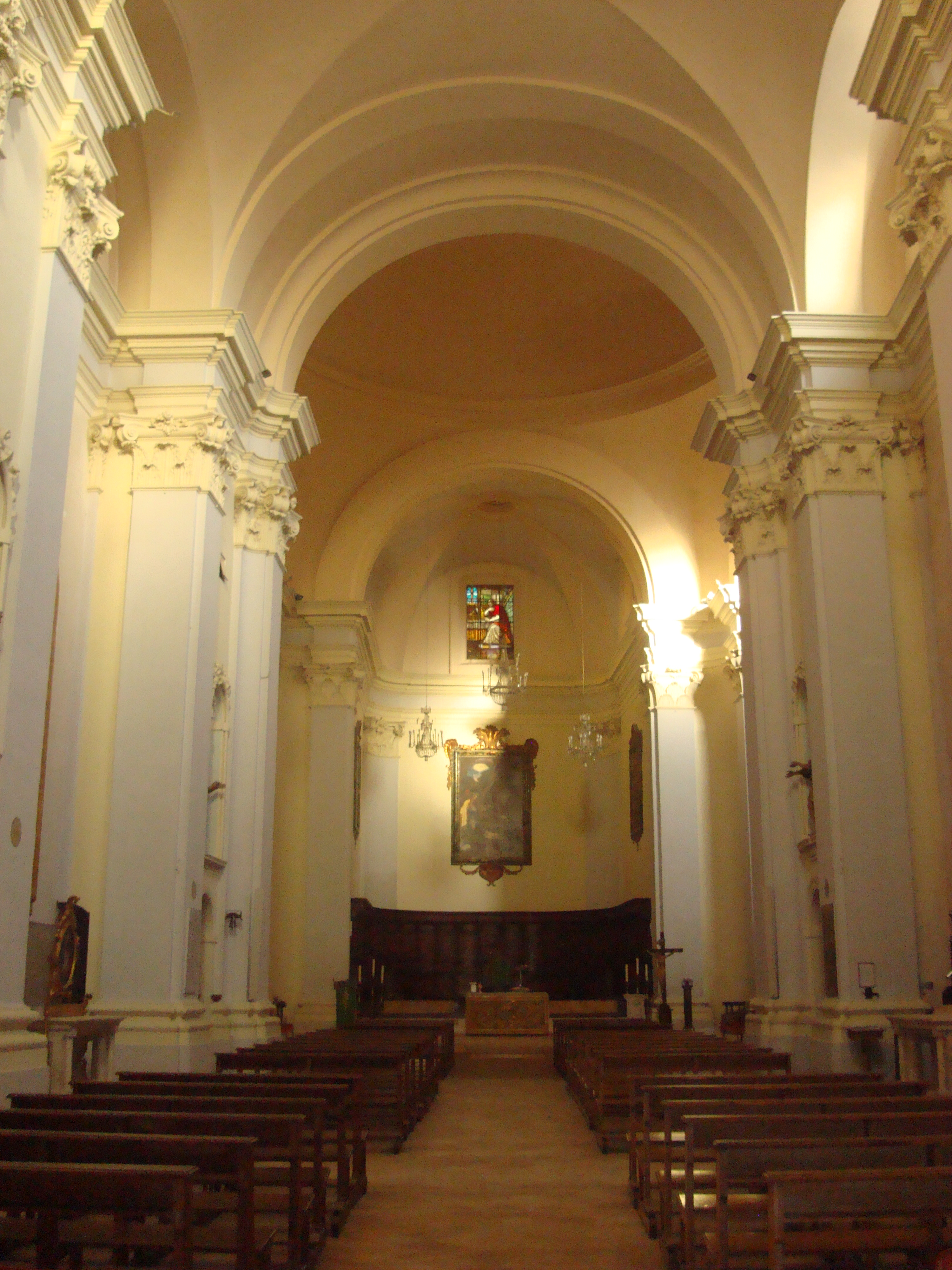
Interno della chiesa di Sant'Agostino

- Chiesa della Madonna del Carmine,[15] detta anche Chiesa del Carmine, con annesso convento e antico Palazzo del Monte di Pietà; fu fatta erigere all'inizio del XIV secolo in corso Cefalonia, dal quale vi si accede per breve scalinata. Le venne attribuito il nome di "Santa Maria Novella della Carità", fu poi dedicata alla Madonna del Carmine.[16] Fu costruita in stile gotico, del quale però rimane solo la facciata del monte di pietà con il portale di Marino di Marco Cedrino. Radicali cambiamenti furono apportati nel corso degli anni: nel 1688 venne ampliata, e venne poi ammodernata definitivamente nel 1794 dall'architetto Pietro Augustoni. La facciata, in stile romanico, è in laterizio e lesene in travertino. All'interno appare molto spaziosa: è divisa in tre navate comprendenti possenti colonne con archi a tutto sesto. L'abside è occupata da un padiglione ligneo di età barocca, decorato e dorato, nel quale è inserito il dipinto raffigurante la Natività del pittore Giovan Battista Gaulli.[17] Nella chiesa c'è anche una Madonna con Bambino in trono tra Sant'Alberto degli Abati, Santa Caterina d'Alessandria, Santa Lucia e San Girolamo di Antonio Solario, del 1502 circa.[18]
- Chiesa del monastero di San Girolamo, appartenente al monastero delle Cappuccine, in via Leopardi, ai margini delle antiche mura della città.[19][20]
- Chiesa della Pietà, già sede della parrocchia di San Matteo, è sita in corso Cefalonia, quasi difronte alla Chiesa del Carmine; è aperta anche di notte per adorazione eucaristica.[21][22]
- Chiesa delle Clarisse (intitolata alla Visitazione), con annesso convento di clausura, in via Lattanzio Firmiano.[23]
- Chiesa della Madonna del Pianto, in via Garibaldi.
- Chiesa della Madonna delle Grazie, nel largo omonimo, a fianco di via Sant'Antonio.[24][25]
- Chiesa di San Domenico, concattedrale, fu costruita a partire dal 1233; la facciata a capanna del 1445 ha sotto l'oculo il portale con arco a tutto sesto; reca sulla destra il portico minore dell'annesso oratorio della Madonna del Rosario.[26][27] È sita in largo Maranesi, in prossimità di Piazza del Popolo.[28]
- Chiesa di San Francesco in largo Mora; fu costruita sul lato orientale della città tra il 1240 e il 1425 (completamento del campanile);[29] la facciata fu modificata nel Settecento, mentre il portale è datato 1604;[30] l'interno, di imponenti proporzioni e restituito al primitivo aspetto dai restauri del Novecento, è costituito da tre navate divise da sei grandi pilastri e dall'abside poligonale; nella cappella laterale, dedicata al Santissimo Sacramento, si trova la tomba di Lodovico Euffreducci del 1527, attribuita ad Andrea Sansovino; il complesso comprende il convento dei frati minori conventuali.
- Chiesa di San Filippo o Chiesa del Santo Spirito, costruita a partire dal 1594 probabilmente su progetto di Giovanni Antonio Dosio e consacrata nel 1607[31], è un notevole esempio di architettura secentesca marchigiana. La chiesa venne chiusa per restauro negli anni venti del secolo scorso e rimase inagibile per lungo tempo; attualmente, dopo i restauri, è adibita ad eventi, mostre e concerti[32]. La facciata, rimasta incompiuta, presenta un portale dorico in pietra d'Istria, opera di Giovanni Mistichelli. L'adiacente ex Collegio dei Filippini è oggi sede del Palazzo di Giustizia.
- Chiesa di San Martino (già Sant'Ignazio), chiesa gesuitica edificata nel 1649 con il titolo di Chiesa del Gesù nell'area della preesistente Chiesa di S. Salvatore, attualmente in via Leopardi;[33] ha all'interno due altari (quello di Santa Francesca Romana e quello della Presentazione della Vergine) disegnati da Andrea Pozzo e realizzati a partire dal 1701. Questi altari costituiscono le uniche opere architettoniche conosciute di Pozzo nelle Marche.[34]
- Chiesa di San Michele Arcangelo, già sede di Insigne Collegiata e di parrocchia, in via Bertacchini.[35]
- Chiesa di San Pietro, già sede di parrocchia, in via Lattanzio Firmiano.[36]
- Chiesa di San Rocco, in piazza del Popolo, sotto la parte trecentesca del loggiato.[37]
- Chiesa di Sant'Agostino, in stile romanico-gotico del XIII secolo[38] e completamente ristrutturata in stile neoclassico.[39] Insieme all'annesso ex convento (oggi sede dell'I.T.T. Montani), è situata in via Montani.[40] È famosa per avere al suo interno una spina che la tradizione ritiene essere quella della corona posta sul capo di Gesù prima di essere crocefisso.[38] La spina è racchiusa in un reliquiario gotico molto prezioso per i materiali e le tecniche di costruzione. Si pensa che il reliquiario sia stato commissionato da fra Agostino Rogeroli a Venezia e sia poi giunto a Fermo. A fianco della chiesa è l'Oratorio di Santa Monica, costruito nel 1425 e originariamente dedicato al Battista del XV secolo, poi passato nel 1623 alla Confraternita di santa Monica. L'interno conserva un ciclo di affreschi raffiguranti le Storie di san Giovanni Battista ed Evangelista, databili alla fine del terzo decennio del Quattrocento ed importante testimonianza del gotico internazionale nelle Marche[41].
- Chiesa di Santa Caterina, del XIII secolo con facciata quattrocentesca, ammodernata nel 1868 da Giovanni Battista Carducci, con annesso convento dei Canonici Regolari Lateranensi, situata in via Brunforte.[42]
- Chiesa di Santa Lucia, sede di parrocchia, in via Marconi.[43]
- Chiesa di San Zenone, attualmente chiusa in attesa di restauro a causa del terremoto del 2016; eretta in stile romanico nel 1171, venne completata e consacrata nel 1186; sita in largo Fogliani, è la più antica della città pervenuta fino a noi.[44][45]
- Santuario della Misericordia con annesso convento degli Agostiniani Scalzi, in via Augusto Murri.
- Oratorio di Santa Monica, ex chiesa di San Giovanni Battista, in largo Alvaro Valentini, a fianco della Chiesa si Sant'Agostino.[46]

#### Altre chiese nella città di Fermo
- Chiesa di Cristo Amore misericordioso, nel nuovo quartiere di Santa Petronilla.
- Chiesa della Madonna del Ferro, in contrada della Misericordia, nella periferia occidentale della città.[47]
- Chiesa San Lorenzo del Convento dei Cappuccini, nella via omonima, che ha all'altare maggiore una pala di Federico Zuccari con il Martirio di San Lorenzo, firmata F. Z. e datata 1602, in cui il modello di uguale soggetto di Tiziano viene svolto nel senso di una nitida, ordinata e simmetrica composizione, con stesure pittoriche spesso abbozzate o compendiarie, forse per l'incompiutezza del dipinto dovuta probabilmente alla riduzione del compenso per il pittore da parte dei committenti.[48] In chiesa era anche una Madonna e Santi di Avanzino Nucci, oggi nella chiesa di San Simpliciano a Milano.[49]
- Chiesa di Sant'Alessandro, presso il Seminario arcivescovile al quartiere Tirassegno.
- Chiesa di Sant'Antonio di Padova, in Piazza Mascagni nel quartiere Viale Trento/Villa Vitali.[50]
- Chiesa di Santa Maria degli Angeli, nella zona Borgo Diaz/Cappuccini.

#### Altre chiese nel territorio di Fermo
- Chiesa dell'Immacolata Concezione, a Ponte Ete.
- Chiesa dei Sacri Cuori, nell'omonima contrada.
- Chiesa di San Gabriele dell'Addolorata, a Campiglione.
- Chiesa di San Giovanni Battista, a Torre di Palme.
- Chiesa di San Giovanni Bosco, a Molini di Tenna.
- Chiesa di San Girolamo, nell'omonima contrada.
- Chiesa di San Giuseppe artigiano, a Marina Palmense.
- Chiesa di San Marco alle Paludi, nell'omonima località.
- Chiesa di San Norberto vescovo, a Lido di Fermo.
- Chiesa di Santa Maria, a Capodarco, costruita nel 1905 in forme neoclassiche, in cui è custodito un polittico di Vittore Crivelli con la Madonna col Bambino in trono, san Girolamo, san Giovanni Battista, san Francesco d'Assisi ed il Beato Angelo Clareno[51].
- Chiesa di Santa Maria a Mare, nell'omonima località.
- Chiesa di San Tommaso di Canterbury, a Lido San Tommaso.
- Chiesa di S. Sauro, a Lido di Fermo.

### Fontane storiche
Diverse sono le fontane storiche presenti a Fermo:
- Fonte di San Francesco di Paola, all'incrocio tra viale Trento e via Zeppilli;
- Fonte Fallera (XIV secolo), nell'omonima contrada;
- Fontana dell'Episcopio (1690), realizzata all'epoca dell'arcivescovo Ginetti, in Via Leopardi; Fontana dell'Episcopato, Fermo

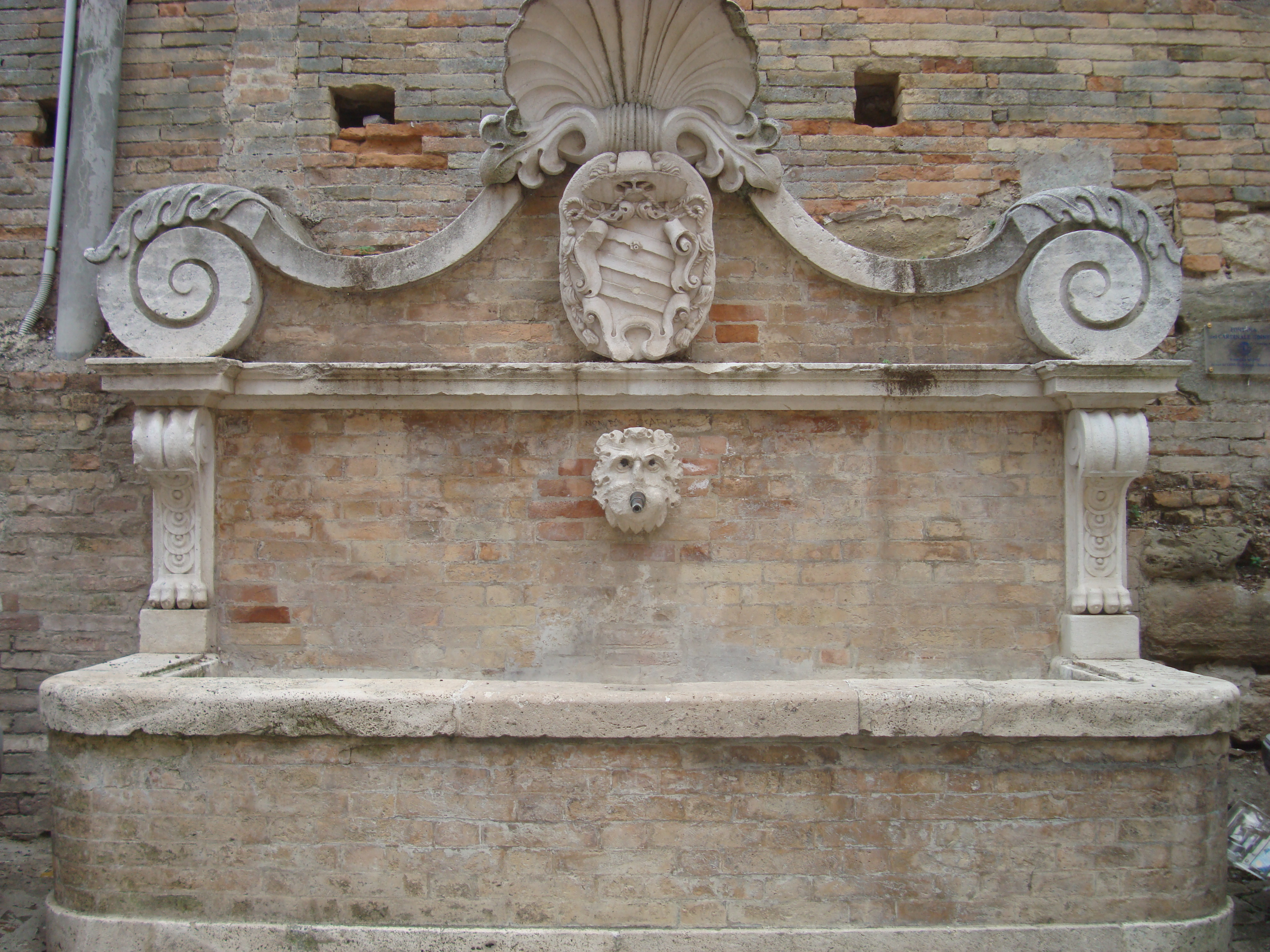
Fontana dell'Episcopato, Fermo

- Fontana Catalani (1735), in Via Recanati;
- Fontana Spinucci (1813) non più funzionante, in Via Rialto;
- Fontana di Porta San Francesco (progetto del 1894); quest'ultima fu aperta in occasione della inaugurazione dell'acquedotto del Polesio (22 agosto 1896) che portava l'acqua a Fermo; l'acquedotto fu poi incrementato nel 1951 dalla conduttura di Pescara di Arquata del Tronto e nel 1981 dell'acqua di Foce di Montemonaco;
- Fontana del Duomo (1927), al piazzale del Girfalco.

### Parchi
Un'area verde è collocata presso il Girfalco o Girone, nel punto più alto del colle Sabulo, ove sono presenti il Duomo, la Villa Vinci (dal XVI secolo al 1820 convento dei Cappuccini) e il Parco della Rimembranza (dedicato ai caduti della Grande guerra), con diversi punti panoramici. Un altro parco pubblico si trova all'interno di Villa Vitali, struttura di proprietà comunale in viale Trento. Di più recente istituzione un'ampia area attrezzata, denominata Parco della Mentuccia.

### Architetture civili
- Complesso Porta San Francesco-Torretta Oraria, dell'architetto fermano Giovanni Battista Carducci
- Area del Teatro romano, sul lato settentrionale della sommità del colle sabulo
- Palazzo dell'Università, in piazza del Popolo (sede della biblioteca civica Romolo Spezioli)
- Palazzo Azzolino, in Corso Cefalonia, dell'architetto Sangallo il Giovane
- Palazzo Euffreducci, ora sede del liceo Annibal Caro
- Palazzo Fogliani, in largo Fogliani
- Palazzo Vinci, in largo Ostilio Ricci
- Palazzo Vinci-Gigliucci, sul Girfalco
- Palazzo Vitali-Rosati, in corso Cefalonia
- Palazzo Bulgarini, in Corso Cavour
- Palazzo Paccaroni, in Corso Cavour
- Palazzo Maggiori, in Corso Cavour
- Palazzo Sassatelli, in Corso Cavour, residenza anche del prefetto di Fermo, è una delle maggiori opere di Pietro Augustoni nelle Marche
- Torre Matteucci, in corso Cefalonia
- Villa Vitali, in viale Trento, costruita nel 1827, è oggi di proprietà comunale[52].
- Villa Mancini, prossimità Cappuccini

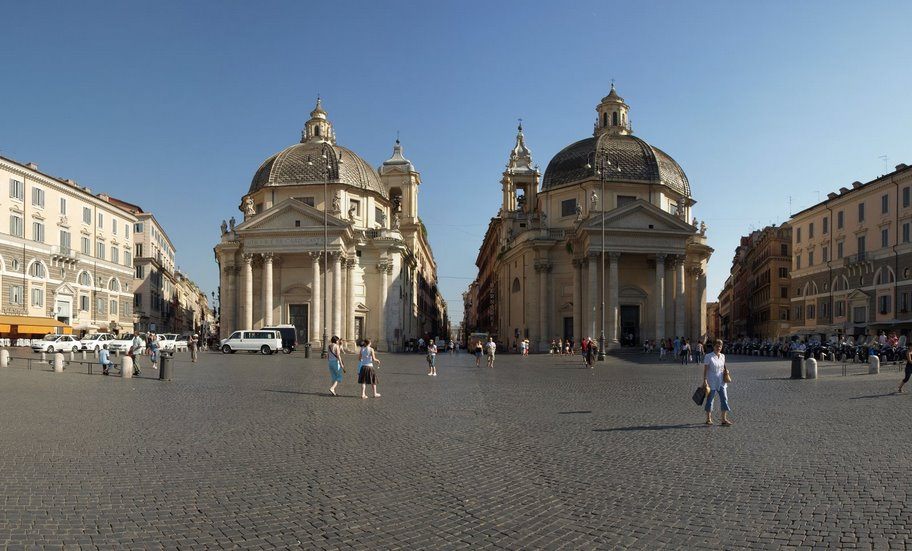
Piazza del Popolo, vista dalla loggia del Palazzo dell'Università

#### Cisterne romane
Le cisterne romane sono un'opera edilizia ipogea di età augustea, della superficie di circa 2 000 metri quadrati divise in trenta camere poste su tre file parallele, realizzate allo scopo di accumulare acqua. Lo stato di conservazione è ottimo e sono visitabili.

#### Piazza del Popolo
La piazza del Popolo, racchiusa tra due ampie file di logge, è il salotto della città. Sulla piazza si affaccia il Palazzo dei Priori, sede di rappresentanza del Comune e della pinacoteca comunale. Al suo interno si trova la Sala del mappamondo.

#### Palazzo dei Priori
Collegato attraverso una loggetta aerea, il cosiddetto Passetto, al Palazzo degli Studi, è situato in fondo a Piazza del Popolo. Attualmente è sede di rappresentanza del Comune, della Pinacoteca e della parte più antica della Biblioteca.

#### Teatro dell'Aquila

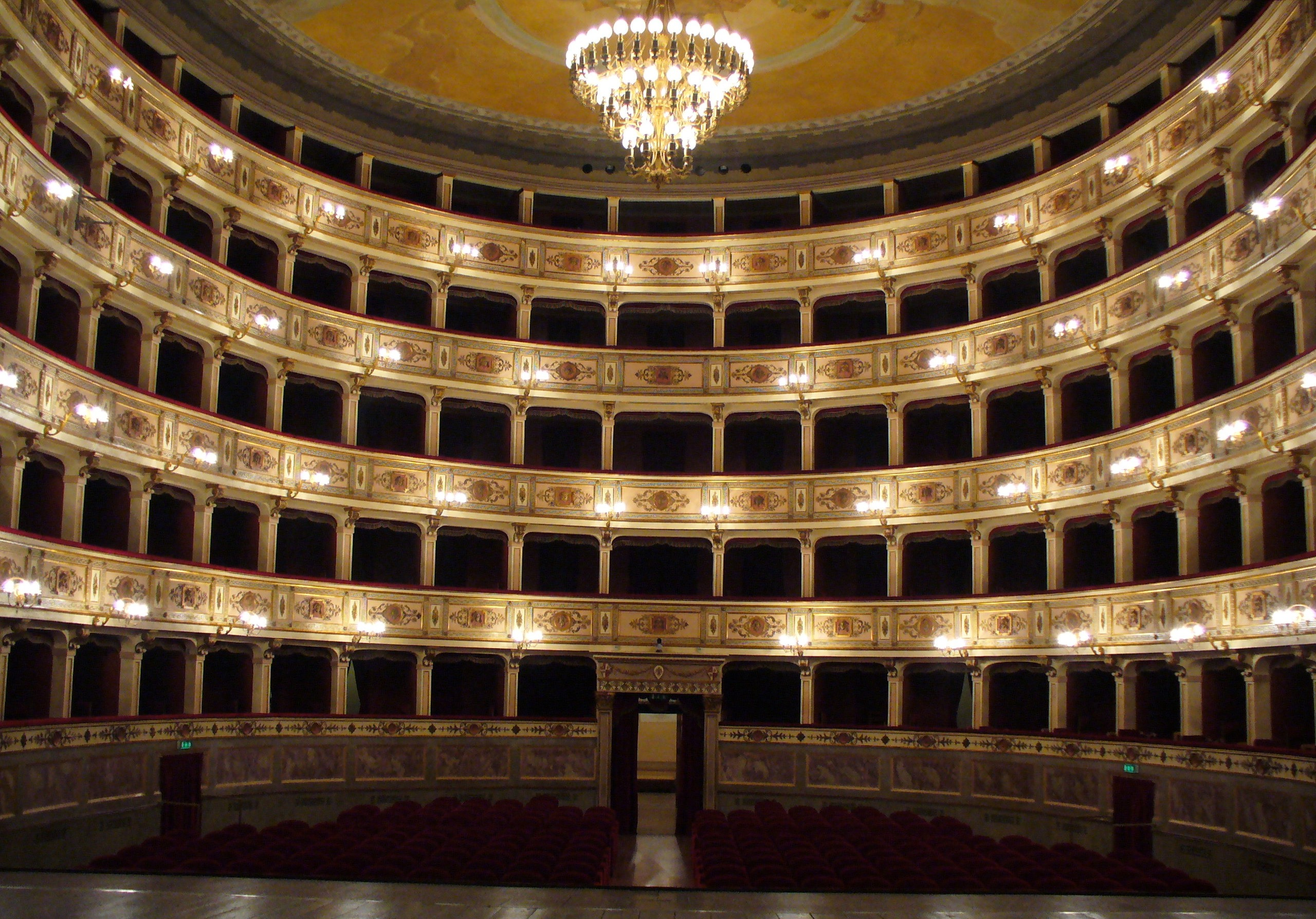
Interno del Teatro dell'Aquila

Il Teatro dell'Aquila, con una capienza di circa 1 000 posti, 124 palchi in cinque ordini e circa 350 metri quadrati di palcoscenico, si colloca tra i più imponenti teatri del Settecento delle Marche e dell'Italia centrale.

### Architetture militari
Il centro storico di Fermo è delimitato da una cinta muraria quattrocentesca, di epoca sforzesca, in parte ancora visibile, munita di torri rompitratta e porte di accesso; le porte della cinta storica dedicate a Sant'Antonio, Santa Caterina e San Giuliano sono ancora presenti, mentre gli ingressi alla città corrispondenti a Porta San Francesco (detta anche "Porta marina") e Porta San Marco sono state eliminate nell'Ottocento a seguito dell'intervento urbanistico di Giovanni Battista Carducci che ha realizzato la nuova Porta San Francesco a pochi metri di distanza dalla vecchia e Porta Santa Lucia.
Il castello di Fermo, invece, è stato abbattuto alla fine del Quattrocento dalla furia popolare che lo vedeva strumento di potere degli Sforza, poi cacciati dalla città. Il castello sorgeva sulla cima del Colle Sabulo, ove c'è la spianata del Girfalco, che ospita un parco pubblico accanto alla Cattedrale.

### Statue
La statua più significativa è quella in onore di Sisto V, vescovo di Fermo, sulla loggia centrale del palazzo dei Priori, opera di Accursio Baldi. Altre statue sono dedicate ad Annibal Caro (nel cortile del Teatro dell'Aquila) e a Giacomo Leopardi (nella via omonima), entrambe donate dal benefattore conte Lorenzo Maggiori. All'inizio della strada che conduce in Piazza del Popolo è stato eretto un monumento dedicato al Generale dei Carabinieri Carlo Alberto Dalla Chiesa.

### Sepolcri monumentali
- Beato Adamo Adami (?-1285), religioso, nella chiesa di San Francesco
- Giovanni Visconti d'Oleggio (circa 1304-1366), governatore di Fermo, nel Duomo
- Giovanni Bertacchini (circa 1430-1484), giureconsulto, in San Domenico
- Lodovico Euffreducci (1497-1520), signore di Fermo, in San Francesco
- Saporoso Matteucci (1515–1578), condottiero, nel Duomo (cenotafio ricomposto)
- Teodoro Adami (?-6 luglio 1648), ucciso nella rivolta del 1648, in San Domenico
- Beato Antonio Grassi (1592-1671), religioso, nella Chiesa del Carmine
- Pompeo Azzolino (?-1706), nobile fermano, erede di Decio Azzolino juniore e di Cristina di Svezia, nella Chiesa del Carmine (lapide)
- Abate Giuseppe Colucci (Penna San Giovanni 1752 - Fermo 1809), scrittore, nel Duomo
- Chiara Spinucci (1741-1792), consorte di Francesco Saverio di Sassonia, nel Duomo
- Giuseppe Fracassetti (1802-1883), scrittore, nel cimitero civico

### Punti panoramici
Dal Girfalco o Girone, il punto più in alto della collina, si apre una ampia vista di 180° verso il litorale, a nord verso Macerata e a sud verso Monterubbiano. In particolari condizioni di visibilità si possono scorgere i rilievi della Croazia. Altri straordinari panorami si godono da Torre di Palme, frazione di Fermo, a sud della città e a picco sul mare.

### Sottosuolo
Nel sottosuolo di Fermo è presente una vasta rete di cunicoli, pozzi e cisterne, alcuni dei quali di epoca romana e medioevale, con funzione di opera di protezione del suolo mediante drenaggio/captazione delle acque.

### Siti archeologici
Nella periferia di Fermo sono state individuate e parzialmente scavate tre grandi necropoli: in contrada Mossa verso est, in contrada Misericordia e Solfonara verso ovest. L'epoca di riferimento più significativa di queste necropoli è quella proto-villanoviana (dal IX al VII secolo a.C.). Le aree sono state ricoperte, ed i reperti sono in gran parte esposti al Museo archeologico nazionale di Ancona ed in parte nella sezione archeologica "Dai Villanoviani ai Piceni", in deposito presso il Palazzo dei Priori.

### Aree naturali
- Bosco di Cugnolo, in prossimità di Torre di Palme: situato nell'omonima contrada è un raro esempio di macchia mediterranea intatta del litorale Adriatico. Si estende per circa 5 ettari ed è una delle Aree Floristiche Protette della Regione Marche. Si può visitare tramite un sentiero attrezzato con un percorso ad anello che tocca anche la Grotta degli Amanti e Ville settecentesche.

## Società

### Evoluzione demografica
Abitanti censiti

### Etnie e minoranze straniere
Al 31 dicembre 2023 gli stranieri residenti nel comune erano 3593, ovvero il 10,02% della popolazione. Di seguito sono riportati i gruppi più consistenti:
- Romania: 695
- Albania: 380
- Marocco: 332
- Pakistan: 258
- Cina: 242
- Ucraina: 218
- Nigeria: 171
- Polonia: 109
- India: 103
- Macedonia del Nord: 94

### Lingue e dialetti
Il dialetto fermano appartiene nettamente all'area centrale delle Marche, comprendente la fascia trasversale dai monti al mare Camerino-Macerata-Fermo, ed è individuato sotto la denominazione di dialetto maceratese-fermano-camerte con un'area di riferimento di circa 500 000 persone.

### Religione
Fermo, insieme a Pesaro e Ancona, è una delle tre sedi metropolitane della Chiesa cattolica nelle Marche (45 in tutta Italia). Dal 1585 al 1907, sia pure con qualche eccezione (per esempio Giannotto Gualterio nel Seicento e Alessandro Borgia nel Settecento), l'arcivescovo di Fermo era nel contempo cardinale.
L'Istituto Teologico Marchigiano, aggregato alla Facoltà di Teologia della Pontificia Università Lateranense, ha sede centrale ad Ancona e sede distaccata a Fermo; conferisce:
- il grado di Baccellierato in Teologia, equivalente a una laurea di primo livello;
- il grado di Licenza in Teologia sacramentaria, equivalente a una laurea specialistica.

A Fermo vengono pubblicati:
- il settimanale diocesano La Voce delle Marche[58];
- la rivista specializzata quadrimestrale Firmana: quaderni di teologia e pastorale[59].
- il bollettino dell'Archivio Storico Diocesano Quaderni dell'Archivio Storico Arcivescovile di Fermo, che ha superato ormai i venti anni di attività (vd sotto alla voce "Archivi");

Fermo, inoltre, ha un suo seminario.

### Musica

#### Pueri Cantores della Cattedrale di Fermo
Bababoom Festival a Marina Palmense - Fermo

### Istituzioni, enti e associazioni
Sede provinciale C.O.N.I (Comitato Olimpico Nazionale Italiano)
Sede della Sezione diagnostica dell'Istituto zooprofilattico sperimentale dell'Umbria e delle Marche
Associazione Culturale Bababoom

### Strutture ospedaliere e di assistenza
Sono presenti le seguenti strutture:
- Ospedale civile Augusto Murri facente parte della Zona territoriale 11 dell'Azienda Sanitaria Unica regionale delle Marche. Inaugurato nel 1934, ampliato negli anni '50, '70 e infine '90-2000. Dovrebbe essere sostituito in futuro da un nuovo ospedale di rete in zona Campiglione.
- Ex Villa Maria, presidio ospedaliero facente parte dell'INRCA - Istituto Nazionale Ricovero e Cura Anziani (Istituto di Ricovero e Cura a Carattere Scientifico - IRCCS)
- Clinica privata convenzionata Villa Verde
- Casa di riposo Marchese Monsignani Sassatelli (con 120 posti)

Dall'unità d'Italia al 1978 Fermo ospitò l'ospedale psichiatrico provinciale. Fino agli anni settanta a Fermo hanno avuto sede un orfanotrofio e un brefotrofio (intitolati a Matteo Mattei), originati da opere pie, e che negli ultimi anni sono stati gestiti dalle amministrazioni provinciali di Ascoli e Macerata assieme.

## Cultura

Vista della città di Fermo

(Formula del diploma di laurea rilasciato dall'Università di Fermo dal 1585 al 1826)

### Istruzione
La città di Fermo è stata sede di studi superiori, sin dall'istituzione dell'Università a opera di Lotario I (825) con il capitolare emanato nel palazzo Reale di Corteolona, frequentata da studenti provenienti da tutta l'Italia, in particolare dall'area centrale, ma anche dal vicino Abruzzo, nonché da nuclei di studenti dell'Illiria e dalla Germania. A Fermo furono presenti anche strutture per l'accoglienza degli studenti: il Collegio di Propaganda Fide (Collegio illirico, poi Chiesa dei Padri oratoriani, poi diventato Palazzo del tribunale); il Collegio della Sapienza Marziale (l'area del collegio è occupata dal nuovo edificio della scuola elementare Sapienza); il Collegio Fontevecchia (ex convento dei domenicani).

#### L'Università nella storia
Il 25 maggio dell'anno 825 l'imperatore Lotario I promulga il capitolare di Corteolona che costituì le scuole imperiali, oltre a Pavia capitale del Regno d'Italia, anche Fermo ebbe la scuola pubblica di diritto, di retorica e arti liberali, scegliendo la città tra le sole nove in Italia destinate a diventare centro di studi ed ereditando la tradizione della scuola di diritto, fondata dall'imperatore romano Teodosio I; dalla sede di Fermo dipendevano tutti gli studenti del Ducato di Spoleto, ducato vastissimo che comprendeva Umbria, Marche, Lazio, Abruzzo spingendosi fino al ducato di Benevento.
Nel 1398 il papa Bonifacio IX promosse la Schola a Studium Generale, cioè a Università. Nel 1585 il papa Sisto V ampliò e potenziò l'Università fermana; essa opererà fino al 1826 quando, mancando alla città le risorse sufficienti per mantenerla, venne chiusa con decreto della Congregazione degli Studi.
Essa ebbe docenti illustri, ma soprattutto dottori fermani; il suo bacino di utenza copriva un'ampia area circostante, e non mancarono scolari originari di località ben distanti, come quelli austriaci di Graz.
L'Università si avvalse della concessione di Sisto V per poter nominare con subcollazione conti palatini e cavalieri della Militia Aurata.

### Biblioteche e archivi

#### Biblioteca civica Romolo Spezioli
Il patrimonio della biblioteca consta di:
- 127 codici manoscritti
- 3 000 manoscritti
- 350 000 volumi e opuscoli
- 681 incunaboli
- 15 000 edizioni del Cinquecento

La qualità e la quantità del patrimonio librario pongono questa struttura tra le prime venti biblioteche civiche italiane.

#### Biblioteca del seminario arcivescovile
Ricca di 45 000 volumi.

#### Altre biblioteche
- Biblioteca del Conservatorio Statale di Musica “G. B. Pergolesi”
- Biblioteca del Dipartimento di Beni Culturali
- Biblioteca del Liceo Ginnasio “Annibal Caro”
- Biblioteca dell'Archivio di Stato di Fermo
- Biblioteca dell'Archivio Storico Arcivescovile
- Biblioteca dell'Istituto Geografico Polare “Silvio Zavatti”
- Biblioteca dell'Istituto Tecnico Industriale Statale “G. e M. Montani”
- Biblioteca della Facoltà di Ingegneria sede di Fermo
- Biblioteca della Società Dante Alighieri Comitato di Fermo
- Biblioteca della Società Operaia di Mutuo Soccorso
- Biblioteca dello Studio Firmano dall'Antica Università
- Biblioteca Provinciale di Storia Contemporanea
- Biblioteca Ragazzi Villa Vitali (Sezione distaccata della Biblioteca Civica)
- Biblioteca Benedettina del Monastero San Giuliano
- Biblioteca del Centro Comunitario “Gesù Risorto”
- Biblioteca del Convento dei Cappuccini
- Biblioteca del Convento della Madonna della Misericordia

A Fermo è operante, inoltre, il BUC - Biblioteca Università Conservatorio - Machinery, struttura polivalente per chi frequenta le istituzioni culturali della città, con indirizzo essenziale di emeroteca nonché punto di prelievo per la biblioteca Spezioli e di richiesta per il prestito interbibliotecario.

#### Archivio di Stato
Fermo è sede dell'Archivio di Stato di Fermo.

#### Archivi diocesani
L'archivio storico dell'arcidiocesi conserva i documenti di gran parte delle parrocchie in cui era divisa la città. La direzione dell'archivio cura la pubblicazione semestrale della rivista specialistica Quaderni dell'Archivio Storico Arcivescovile di Fermo.

### Scuole
- Il liceo classico "Annibal Caro" è il diretto successore del liceo voluto all'epoca della dominazione napoleonica.
- Il liceo scientifico "Temistocle Calzecchi Onesti" funzionante a Fermo dagli anni quaranta del Novecento.
- L'Istituto tecnico industriale statale "Montani", con annesso convitto, frequentato da studenti provenienti da tutta Italia, è uno dei primi istituiti in Italia, formatore di generazioni di tecnici, ingegneri, militari e imprenditori.
- Istituto d'arte "Umberto Preziotti", nella nuova sede del polo scolastico.
- Istituto professionale di Stato per l'Industria e l'Artigianato "Ostilio Ricci" (nei locali del convento di Santa Marta, ove ha funzionato il Convitto Nazionale intitolato a Giuseppe Sacconi, chiuso negli anni settanta del Novecento).
- Istituto tecnico commerciale, per geometri e per turismo "Giovan Battista Carducci"–"Galileo Galilei", è l'unica scuola superiore ad indirizzo economico del territorio, con più di mille studenti.
- Il Liceo classico "Paolo VI" (1976-2011) fondato dal vescovo emerito Cleto Bellucci fu un liceo ginnasio paritario chiuso per mancanza di fondi[70].

### Università
Fermo è stata sede fino al 2013 della Facoltà di Beni culturali, facente parte dell'Università degli Studi di Macerata (questo, come aveva riportato la stessa università, era un "segno di riconoscimento per l'importanza storica della città, fra i comuni più grandi e ricchi delle Marche, sede universitaria fino al 1800 e, dal 2009, capoluogo di provincia").
A Fermo hanno sede i seguenti corsi di laurea che compongono l'offerta formativa dell'Università Politecnica delle Marche:
- Facoltà di Ingegneria
  - Corso di laurea di primo livello triennale in Ingegneria gestionale
  - Corso di laurea magistrale in Ingegneria gestionale
- Facoltà di Medicina e Chirurgia
  - Corso di laurea di primo livello triennale in Infermieristica

I corsi di ingegneria e medicina hanno sede presso l'edificio comunale di via Brunforte, la ex Casa della Missione, realizzata nel Settecento per ospitarvi i missionari della Congregazione della Missione.
Fermo è sede del Conservatorio statale di musica "G. B. Pergolesi", con 39 corsi di studio.

### Musei

#### Museo Civico Archeologico
Il museo, che trae origine dal collezionismo archeologico dei fratelli Gaetano e Raffaele de Minicis, è ospitato nell'ex convento dei domenicani, in prossimità delle grandi Cisterne romane, alle quali dà accesso. Le sezioni in cui è composto riguardano la storia delle collezioni, il periodo protostorico e quello romano.

#### Pinacoteca civica
La Pinacoteca civica, allestita presso il Palazzo dei Priori, conserva opere di Rubens, Giovanni Lanfranco e Jacobello del Fiore.
Gli interni del Palazzo dei Priori comprendono la Sala dei ritratti, la Sala consiliare decorata da Pio Panfili nel 1762, le sale di rappresentanza del Comune e Sala del mappamondo, la parte più antica della biblioteca.

#### Museo diocesano
Il Museo diocesano, dal 2004 situato accanto al Duomo di Fermo, è ospitato in parte nell'oratorio della confraternita del Suffragio e raccoglie una parte del Tesoro della Cattedrale e numerose testimonianze artistiche provenienti dell'arcidiocesi di Fermo. Tra le opere conservate, è  la Casula di san Tommaso Becket, prodotta da una manifattura tessile araba, datata 1116 e donata dal vescovo fermano Presbitero, un messale miniato del XIII secolo, un altro Messale de Firmonibus miniato nel 1436 da Ugolino da Milano, la stauroteca di Pio III, il pastorale in tartaruga e madreperla donato da Sisto V ed il monumentale cinquecentesco ciborio bronzeo eseguito dalla bottega dei fratelli Lombardi Severi. Il museo conserva anche una quadreria con opere, fra le altre, di Marino Angeli, Vittore Crivelli, Carlo Maratta, Corrado Giaquinto, Francesco Hayez.  

#### Musei scientifici di Villa Vitali
- Musei scientifici di Villa Vitali
  - Museo polare etnografico Silvio Zavatti, unico museo polare artico in Italia
  - Museo di scienze naturali Tommaso Salvadori
  - La meteorite
  - Collezione di macchine fotografiche
  - Museo della pipa

Oltre ai musei, a Fermo sono visitabili le seguenti strutture:
- le Cisterne romane
- il Teatro dell'Aquila

### Media

#### Radio TV
A Fermo è operante ininterrottamente dal 2 luglio 1976 l'emittente radiofonica Radio Fermo Uno, di natura commerciale e di ispirazione cattolica con palinsesto generalista, gestita dalla Cooperativa sociale "Romolo Murri". Pochi giorni prima (maggio 1976) alcuni volontari fondando Radio Città Campagna, emittente di natura informativa e di ispirazione politica (comunista), che ha cessato l'attività l'8 giugno 1984 dopo essere arrivata ad avere un pool di oltre duecento collaboratori, avere contribuito ad organizzare a Fermo concerti di Guccini, Bertoli, Finardi e aver attivato a Fermo nel 1982 uno dei primi terminali dell'agenzia ADN Kronos. Nel 1983 nasce Radio Orizzonte, di natura commerciale e generalista, di ispirazione politica di centrosinistra; cessa le trasmissioni pochi anni dopo. Verso la metà degli anni '80 gli agenti commerciali Stefano e Fabio Castori trasferiscono a Fermo Radio Onda, nata qualche anno prima nella vicina Monterubbiano, che cessa le trasmissioni alcuni anni più tardi. I medesimi gestiscono la web radio Radio Italian Cup. Da citare anche l'esperienza artigianale di Radio Idea, gestita da alcuni ragazzi nel doposcuola per breve tempo nella metà degli anni '80. FM TV è l'emittente tv che trasmette dal 2012 con diffusione regionale nelle Marche sul canale 75 DTT, gestita da Media Promo Agency dal 2024 ha trasferito gli studi nella ZI di Monte Urano 

#### Stampa
A Fermo ci sono redazioni locali con proprie edizioni per i quotidiani Il Resto del Carlino (aperta dal 1998) e Corriere Adriatico (aperta dal 1983). Pagina di cronaca locale nella edizione locale del quotidiano Il Messaggero di Roma che ha avuto in città una redazione dal 1970 al 1981. Negli anni '70 fino ai primi anni '80 aveva in città un piccolo ufficio di corrispondenza anche l'altro quotidiano romano Il Tempo. Sono state aperte anche le redazioni della Gazzetta del Fermano (circuito delle Gazzette di Longarini) dal 1989 al 1993, del Corriere del Fermano (appartenente al Corriere dell'Umbria) dal 1998 al 2000 e de La Nuova Fermo (appartenente ad un circuito di giornali locali del Gruppo editoriale L'Espresso) per pochi mesi tra il 1998 e il 1999. A Fermo si pubblica il periodico mensile di attualità locale Corriere News, la pubblicazione annuale Guida per l'informazione sociale e vi è la sede e la redazione della pubblicazione di informazione musicale Music Club. L'8 maggio 1892 esce il primo numero de La Voce delle Marche, periodico di informazione e cultura della Diocesi di Fermo.

## Geografia antropica

### Nuclei abitati
Camera, Cantagallo, Casabianca, Cartiera di Tenna, Concerie, Contrada Boara, Ete Palazzina, Faleriense, Gabbiano, Girola, Madonnetta d'Ete, Marina Palmense, Moie, Molini Tenna, Montesecco, Montone, Parete, Pompeiana, Ponte Ete Vivo, Sacri Cuori, Salette, Salvano, San Biagio, San Girolamo, San Lorenzo, San Marco, San Michele, Lido San Tommaso, Villa San Claudio

### Urbanistica
Il capoluogo si sviluppa quasi interamente su un'area collinare, caratterizzata da un piccolo spazio superiore pianeggiante corrispondente all'arce romano. Il centro storico, cinto da mura quattrocentesche, è rimasto identico a quello del Settecento, con alcuni non significativi rifacimenti di singoli strutture; unico intervento urbanistico degno di nota è quello compiuto nella seconda metà dell'Ottocento dall'architetto fermano Giovanni Battista Carducci, consistente nella realizzazione di un tratto di strada di facile accesso per la piazza: via Roma, con la tipica prospettiva sull'edificio ornamentale detto Torretta, e la cosiddetta Strada nuova, sono il risultato di complicate operazioni di esproprio e di incisivi interventi sul tessuto urbanistico dell'area orientale e meridionale della città.
La parte nuova della città si è sviluppata lungo le direttrici delle numerose colline che si dipartono dal centro, in alcuni grandi quartieri fuori dal centro (Viale Trento, Santa Caterina, Cappuccini, Tirassegno, Santa Petronilla) ed esterni (Campiglione), e ha conosciuto una forte crescita demografica, soprattutto nei suoi quartieri marittimi (Lido San Tommaso, in misura minore Marina Palmense), potenziati dalle amministrazioni di centrosinistra che si sono succedute negli anni novanta.

### Suddivisioni storiche
Le contrade storiche in cui è diviso il capoluogo sono:
- Campolege
- Castello
- Fiorenza
- Pila
- San Bartolomeo
- San Martino

A tali contrade sono da aggiungere le frazioni storiche di:
- Torre di Palme
- Capodarco.

Nella suddivisione dell'edizione moderna della Cavalcata dell'Assunta sono state inserite le contrade di Campiglione e Molini-Girola.

### Frazioni
- Capodarco, sede di delegazione comunale.
- Torre di Palme (comune autonomo fino al 1877), sede di delegazione comunale.
- Campiglione, frazione riconosciuta solo di recente nello Statuto comunale di Fermo, perché cresciuta demograficamente ed economicamente negli ultimi vent'anni.
- Boara, exclave
- Gabbiano, altra exclave
- Lido di Fermo

### Quartieri
• Santa Caterina
- Santa Petronilla
- San Giuliano
- Cappuccini Carcera
- Rione Murato
- Tirassegno
- Tre archi

#### Tre Archi

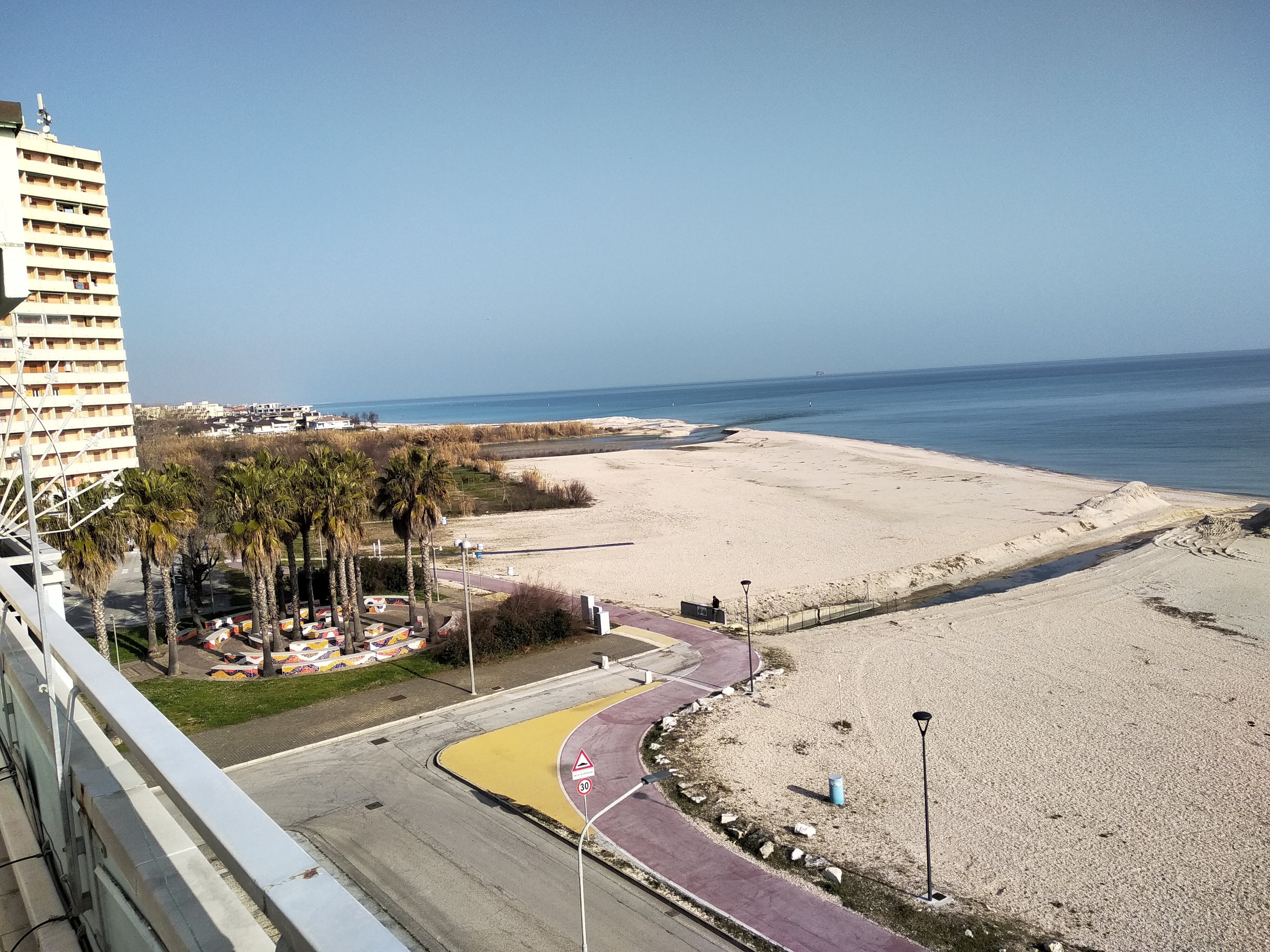
Un tratto di spiaggia del quartiere

San Tommaso Tre Archi, conosciuto come Lido Tre Archi, Lido San Tommaso, o semplicemente Tre Archi, è un quartiere multietnico. Concepito negli anni 1970, periodo in cui nelle Marche si stavano rafforzando le infrastrutture pubbliche e aumentava il turismo balneare. Nel 1970 il Comune decise di lottizzare il terreno, acquistato poi dalla Società "Tre Archi" che decise di costruirvi una serie di appartamenti da mettere poi in vendita ai turisti. La lottizzazione prevista dal Comune e approvata dalla Regione Marche nel 1974 prevedeva che l'area indicata doveva essere destinata a 3 600 abitanti, parte delle 140 000 mila persone previste in crescita in tutto il territorio.
Il progetto iniziale presentato dall'azienda venne modificato e ridimensionato nel 1977 quando il Comune decise di modificare il piano regolatore e passare da un totale di crescita di 140 000 mila persone a 48 000 mila. A causa dei ritardi nella costruzione e il poco successo del progetto, l'azienda venne acquista da una multinazionale che le cambiò nome in "Copacabana" ed iniziò una campagna pubblicitaria di vendita degli appartamenti nell'Italia settentrionale, in particolare nelle città di Milano e Bologna.
Come per l'Hotel House, anche Lido Tre Archi nel corso del tempo ha subito un cambiamento, passando dall'uso turistico ad essere un quartiere svalutato e con presenza di criminalità, inizialmente organizzata e collegata alla mafia per poi procedere verso ad una delinquenza di diversa origine ed etnia. Nonostante le numerose operazioni da parte delle forze dell'ordine, Lido Tre Archi è luogo di aggressioni, prostituzione, violenze, racket, furti, sparatorie, spaccio di droghe, tentati omicidi e occupazioni abusive.

## Economia
L'area intorno a Fermo è attiva economicamente in due distretti industriali manifatturieri:
- distretto calzaturiero;[89]
- distretto del cappello.[90]

### Agricoltura
L'agricoltura è stata la principale fonte di reddito sino agli anni sessanta del Novecento. Molto diffusa la produzione di salumi derivati dalla lavorazione di carne di maiale con la presenza sul territorio di alcuni salumifici.

### Industria
Fermo si trova all'interno di un distretto industriale dedicato alla produzione di calzature.

### Artigianato
Tra le attività economiche più tradizionali, diffuse e attive vi sono quelle artigianali, come l'arte del merletto rinomata in tutta Italia, oltreché la lavorazione del rame, finalizzata alla realizzazione di una vasta gamma di prodotti, che spazia dal vasellame alle anfore.

### Turismo
La vocazione turistica del territorio è stata indirizzata, oltre che sulla ricettività alberghiera, sul campeggio. Nelle aree del territorio di Fermo a sud (Marina Palmense) ed a nord (Lido di Fermo) insiste la maggiore concentrazione, per estensione, di camping di tutte le Marche meridionali. Sulla costa esiste un tratto di pista ciclabile facente parte della realizzanda Ciclovia Adriatica che, una volta completata, andrà a collegare tutte le località della costa adriatica.

## Infrastrutture e trasporti
La città è collegata all'autostrada A14 attraverso il casello di Fermo-Porto San Giorgio (prossimità di Santa Maria a Mare) e verso nord con quello di Porto Sant'Elpidio.

### Strade
Fermo si trova sul percorso della ex Strada statale 210 ora Strada provinciale 239 Fermana-Faleriense, che da Porto San Giorgio raggiunge gli Appennini ad Amandola.
Il territorio comunale è attraversato dalla Strada statale 16 Adriatica, a nord e sud di Porto San Giorgio, in corrispondenza delle località Marina Palmense a sud, e di Lido di Fermo, Casabianca e Lido San Tommaso a nord.
Un tratto della Dorsale Marche-Abruzzo-Molise, è detta anche Mezzina e collega l'interno della provincia di Ancona fino a quello di Ascoli Piceno, passando per la città di Fermo.

### Ferrovie
A Porto San Giorgio è presente una stazione ferroviaria denominata Porto San Giorgio-Fermo, posta sulla ferrovia Adriatica.
Sino al 1956 Fermo era servita dalla ferrovia Porto San Giorgio-Amandola, a scartamento ridotto, costruita dalla FAA (Ferrovie Adriatico-Appennino, odierna Sangritana) inaugurata nel 1908 con trazione a vapore, elettrificata nel 1928, cessata per obsolescenza nel 1956 e Fermo aveva la sua stazione ferroviaria. È stata sostituita da filovia nel solo tratto Fermo-Porto S. Giorgio fino al 1977, e da autoservizio nei restanti percorsi.

### Mobilità urbana
Sono disponibili linee di trasporto urbano da e per Porto San Giorgio (ogni 20 minuti nelle ore diurne); extraurbano con i centri costieri e interni, Macerata e Ascoli.
Collegamenti dedicati al pendolarismo giornaliero degli studenti che, provenendo dai paesi, frequentano gli istituti superiori.
In passato Fermo era collegata a Porto San Giorgio da una linea filoviaria.

## Amministrazione

### Gemellaggi
Fermo è gemellata con:
- Bahía Blanca, dall'8 agosto 1990
- Ansbach, dal 15 giugno 2006
- León, dal 9 maggio 2000
- Berat, dal 9 maggio 2006

### Altre informazioni amministrative
È comune capofila e sede dell'Area Vasta 4 di Fermo dell'Azienda sanitaria unica regionale delle Marche. Il 15 giugno 1986 i cittadini di Fermo e quelli di Porto San Giorgio vennero chiamati ad esprimere il loro Si o No al referendum consultivo per l'unificazione di Fermo e Porto San Giorgio, proposto dal fermano Abramo Mori. I cittadini fermani si espressero per il Si il 70,61% degli elettori, mentre a Porto San Giorgio il 92% si espresse per il No. Prevalsero in totale i No per 871 voti.

## Sport

### Calcio
- La Fermana, ritirata dai campionati e fallita nel 2006, è la squadra cittadina di calcio che ha ottenuto il miglior piazzamento, conquistando la Serie B disputata nel 1999-2000.

La Fermana, dopo la mancata iscrizione nel 2006 nel campionato di Serie C2, è ripartita dal campionato di Prima Categoria e, dopo tre stagioni, è salita al campionato di Eccellenza dopo essere stata prima in Promozione. Si è successivamente fusa con il Montegranaro e ha formato la squadra dell'F.C. Fermana, che ha vinto il campionato Serie D, conquistando la promozione in Lega Pro. Altre squadre sono la Futura 96 (squadra calcistica della frazione di Capodarco) che gioca nel campionato di Promozione, la Palmense, che gioca in Promozione, Santa Caterina, Fermo (Seconda Categoria), Firmum Azzurra, Tirassegno e Molini (Terza Categoria), quest'ultima squadra della frazione Molini di Tenna.
Inoltre, la squadra di calcio del Monturano Campiglione Calcio, che gioca in Promozione, rappresenta sia la frazione Campiglione che il vicino paese di Monte Urano.

### Calcio a 5
- La squadra principale è la Fermana Futsal 2022 che gioca in Serie C1 regionale, l'altra squadra è invece il  Futsal Campiglione che rappresenta la frazione di Campiglione che gioca in serie C2, ma sono presenti anche altre squadre di Serie D come il Val Tenna United e Capodarco Casabianca.

### Pallavolo
- L'associazione sportiva "Don Celso Pallavolo", nata nel 1992, opera nel settore maschile e femminile, contando circa duecento atleti.
- La Scuola di Pallavolo Fermana, nata nel 2013, svolge attività di Pallavolo giovanile maschile e femminile ed è stata la prima società marchigiana ad attivare il Settore Sitting Volley, la disciplina Paralimpica che permette di giocare insieme normodotati e persone con disabilità. Attualmente ha sia una squadra maschile che una squadra femminile entrambe nel massimo campionato italiano. Nel 2017 ha conquistato la medaglia di bronzo al Campionato Italiano Assoluto Maschile.

### Atletica leggera
- A Fermo, presso la pista comunale di atletica, ha sede la A.S.D. Sport Atletica Fermo, un tempo nota con il nome di Società Atletica Fermo, fondata nel 1946.

### Basket - Ginnastica
- La Società Victoria opera da diversi anni presso la palestra ex-CONI, ottenendo notevoli risultati nei settori della ginnastica artistica ed attrezzistica e nella pallacanestro.

### Rugby
- Amatori Rugby Fermo 1935

### Pallanuoto
- Fermo Nuoto e Pallanuoto

### Paracadutismo
- Skydive Sunrise: Scuola di Paracadutismo presso l'aviosuperficie del fermano

### Impianti sportivi
- Stadio Bruno Recchioni (9.500 posti),[93] intitolato al fermano Bruno Recchioni, militare dell'esercito italiano, martire di Cefalonia
- Pista Comunale di atletica leggera
- Palestra ex-CONI
- Piscina comunale
- Aviosuperficie